# Rechtsmittelverzicht

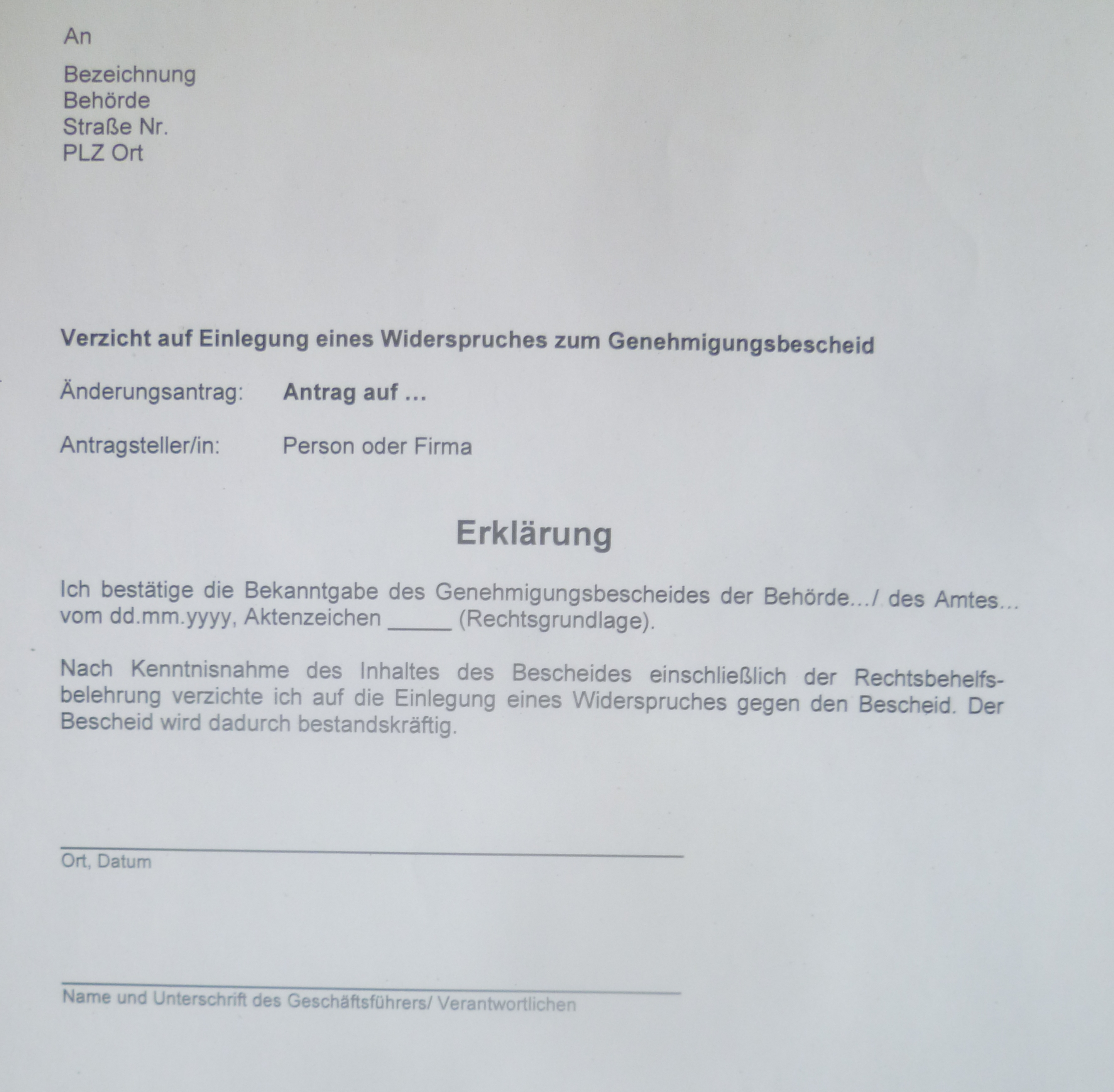
Rechtsmittelverzicht mit Adresse

Als Rechtsmittelverzicht wird die Erklärung eines Prozessbeteiligten bezeichnet, auf die Einlegung von Rechtsmitteln oder Rechtsbehelfen gegen eine gerichtliche oder behördliche Entscheidung zu verzichten.

## Deutschland

### Voraussetzungen

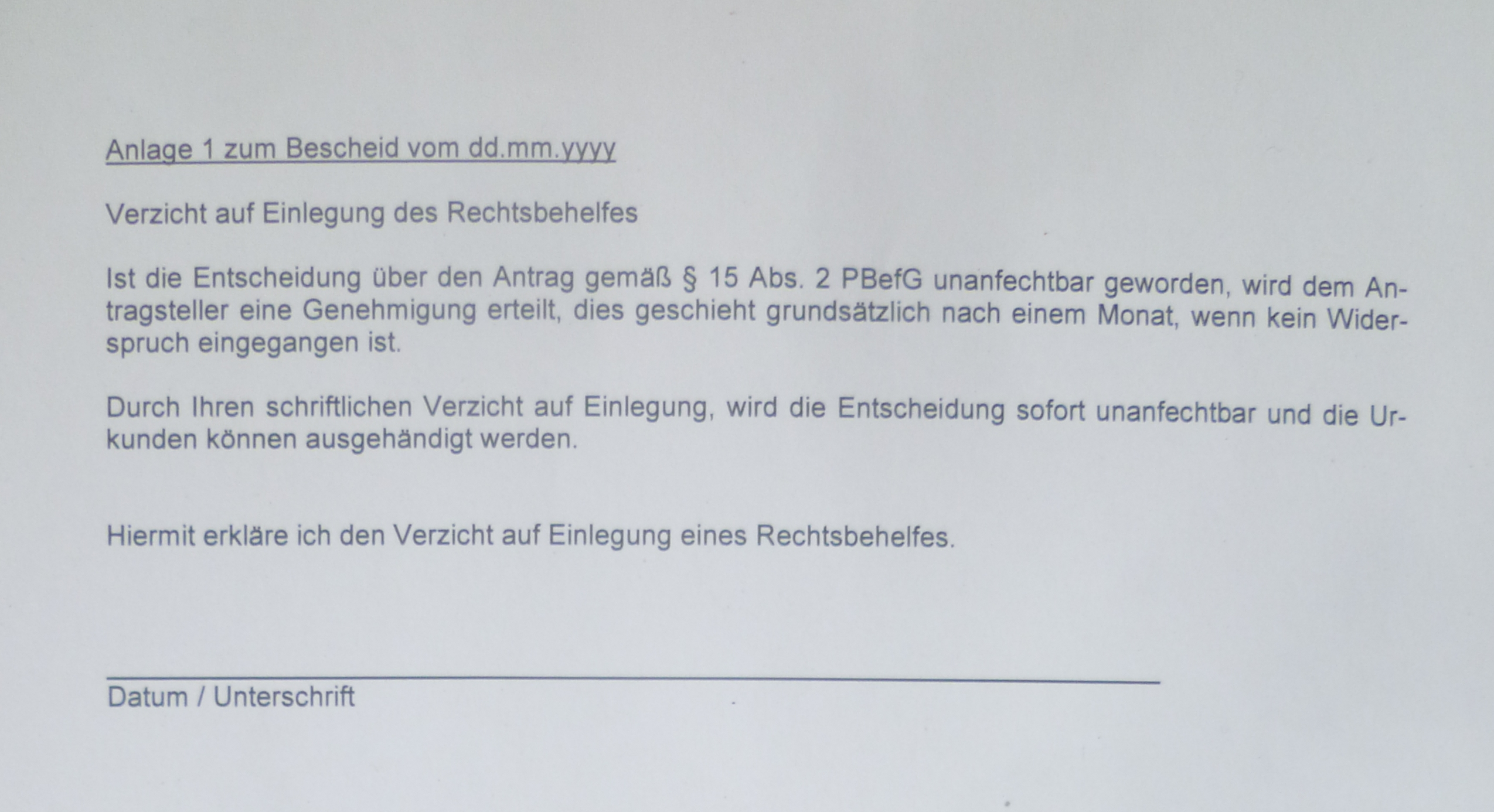
Rechtsmittelverzicht als Anlage

Im gerichtlichen Verfahren ist die Rechtsmittelverzichtserklärung eine Prozesshandlung und als solche grundsätzlich dem Widerruf oder der Anfechtung entzogen.
Angesichts seiner prozessualen Tragweite muss der Verzicht eindeutig, unzweifelhaft und unmissverständlich erklärt werden.
Bei schwerwiegenden Willensmängeln ist der Verzicht daher unwirksam, etwa wenn der Betroffene über die Rechtsfolgen des Verzichts nicht hinreichend belehrt wurde.
Es muss auch gewährleistet sein, dass derjenige, der einen Rechtsmittelverzicht erwägt, die für und gegen einen solchen Entschluss sprechenden Gründe reiflich überlegen kann und nicht an unüberlegten und vorschnellen Erklärungen festgehalten wird.
In einem Verfahren, in dem sich die Beteiligten durch Rechtsanwälte vertreten lassen müssen (Anwaltsprozess), beispielsweise in Ehesachen gem. § 114 FamFG kann auch die Erklärung, auf Rechtsmittel zu verzichten, nur durch einen bevollmächtigten Rechtsanwalt abgegeben werden.
Die Zulässigkeit des Rechtsmittelverzichts ist in den einzelnen Verfahrensordnungen unterschiedlich geregelt. Dabei ist der Rechtsmittelverzicht regelmäßig als zulässig zu betrachten.
Im Strafprozess findet sich der Rechtsmittelverzicht in § 302 Abs. 1 Satz 1 Alt. 1 StPO (Stand 23. August 2019). Allerdings kann ein Beteiligter erst nach Verkündung des Urteils eine Rechtsmittelverzichtserklärung abgeben. Im Strafprozessrecht ist ein Rechtsmittelverzicht des Angeklagten oder seines Verteidigers dann unwirksam, wenn dem Urteil eine Verständigung im Strafverfahren vorausgegangen ist (§ 302 Abs. 1 Satz 2 StPO).

### Rechtsfolgen
Erklären alle Beteiligten einen Rechtsmittelverzicht, erwächst das in Rede stehende Urteil sofort in Rechtskraft; der ergangene Verwaltungsakt wird bestandskräftig.
Ein trotz erklärten Rechtsmittelverzichts eingelegtes Rechtsmittel ist unzulässig und muss somit verworfen werden.

## Österreich und Schweiz
In Österreich und in der Schweiz gelten dem deutschen Recht vergleichbare Grundsätze.